# Observatiesatelliet

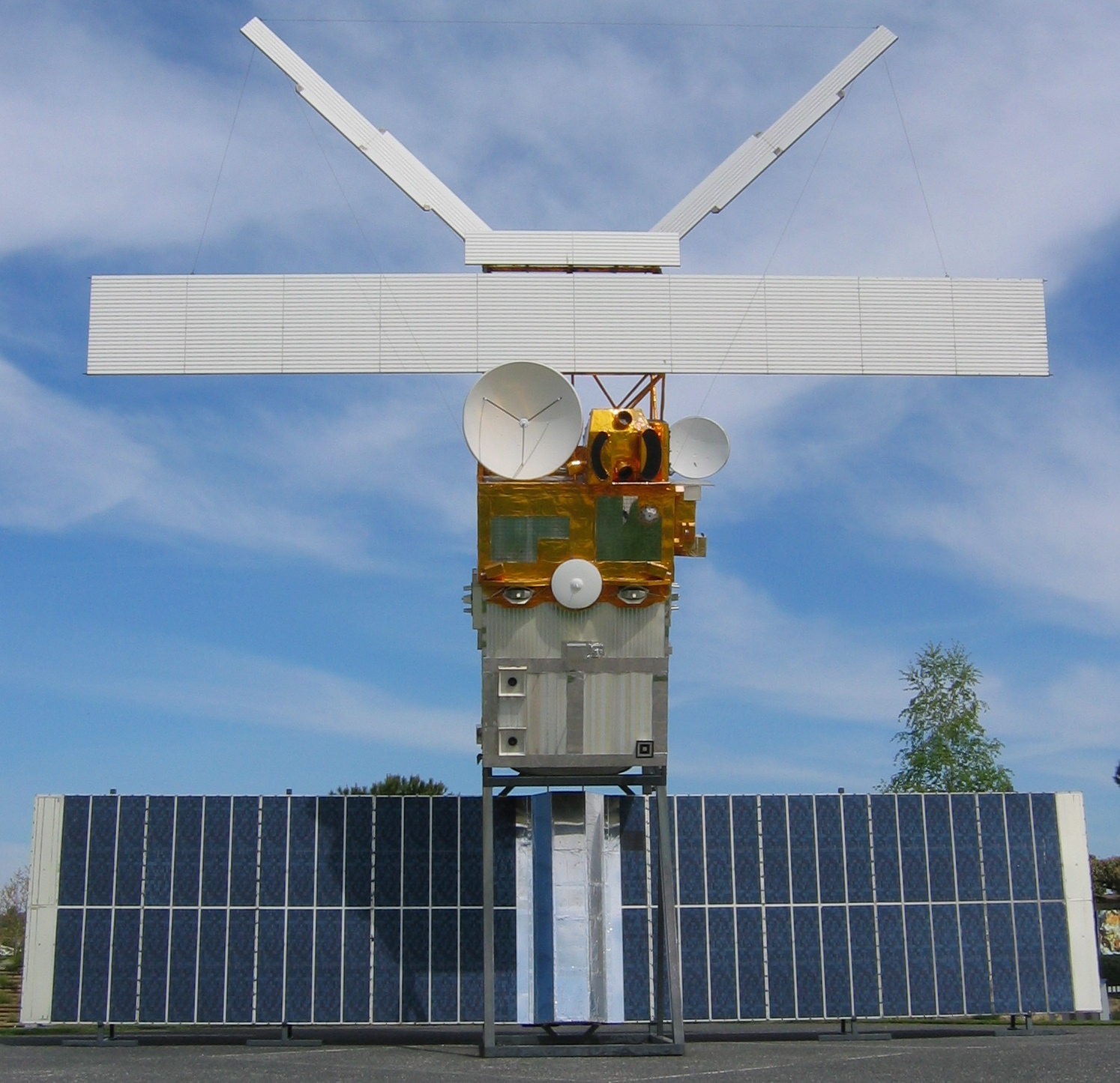
Observatiesatelliet, ERS 2

Een observatiesatelliet is een soort kunstmatige satelliet die onder andere gebruikt wordt voor het maken van landkaarten. Ze hebben krachtige camera's aan boord, die in staat zijn om alles op aarde tot in detail waar te nemen. De camera's zetten patronen van lichtstralen om in radiosignalen en sturen ze naar grondstations op aarde. Daar worden ze omgezet in foto's, en controleert men oude kaarten op veranderingen.
Landsat was de eerste observatiesatelliet uit de Verenigde Staten, gelanceerd in 1972.
SPOT is een Europese observatiesatelliet, welke in een baan van 830 kilometer hoog rond de aarde vliegt, en legt een strook van 20 kilometer breed vast. SPOT is in staat de hele planeet in 26 dagen te observeren.
Andere bekende observatiesatellieten zijn:
- Terra, Aqua, Aura (Amerika)
- ERS, Envisat (Europa)
- ADEOS (Japan)
- IRS, Cartosat (India)
- Radarsat (Canada)
- TRMM (Japans/Amerikaans)
- IKONOS, Quickbird, Orbview (Commercieel)